# Chemise d'hôpital
Une chemise d'hôpital (aussi appelée chemise d'examen, chemise d'opéré, chemise de patient ou chemise de malade ; en anglais, hospital gown, johnny gown ou johnny, est un long vêtement ample porté par des personnes hospitalisées.
Elle peut aussi être utilisée comme vêtement pour les patients alités.

## Utilité

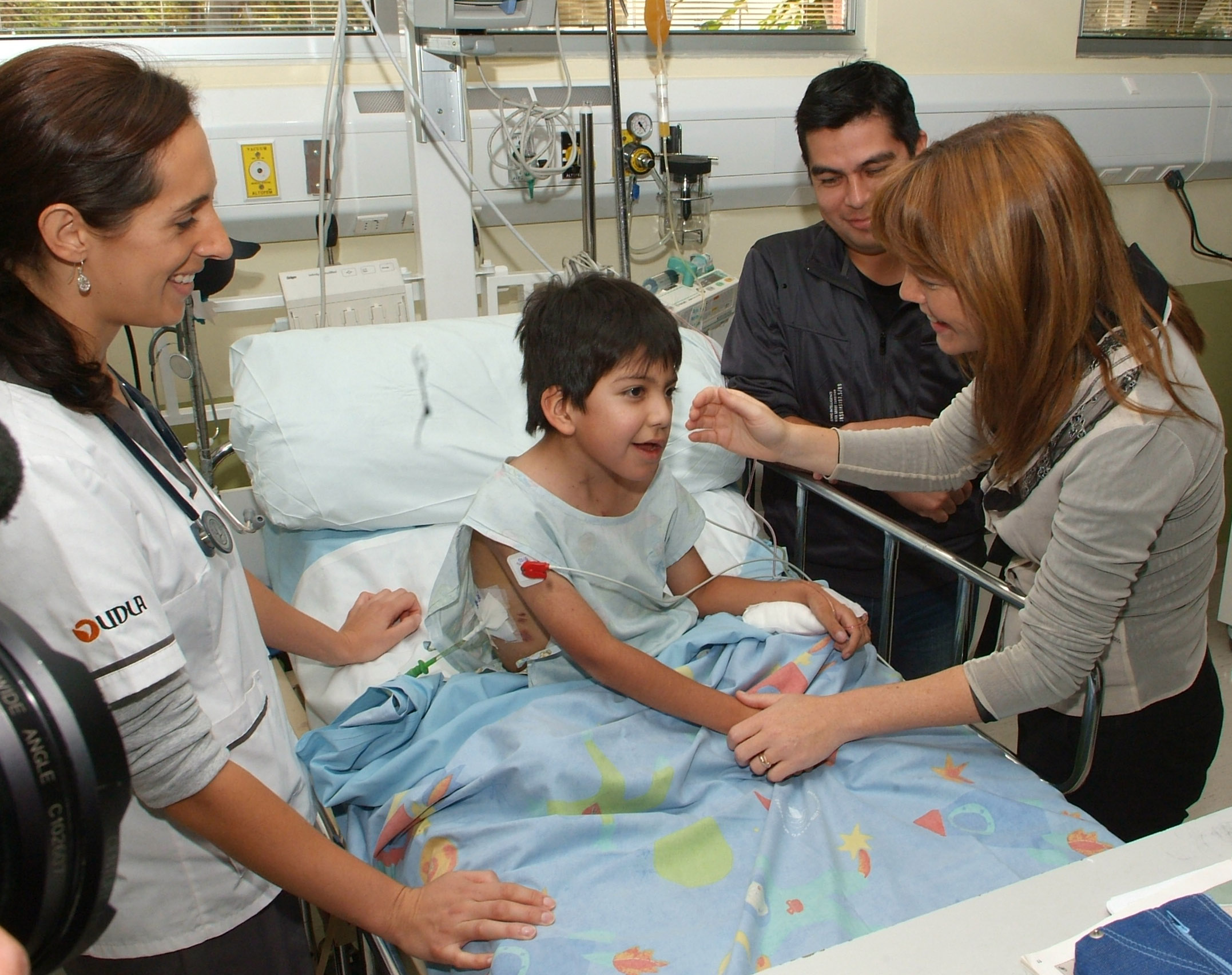
Un enfant portant une chemise d'hôpital.

Les chemises d'hôpital sont conçues de manière que le personnel hospitalier puisse facilement accéder à la partie du corps du patient qui est traitée.
La chemise d'hôpital est faite d'un tissu qui résiste à des lavages répétés à l'eau chaude, généralement du coton. Elle est attachée dans le dos par des liens en sergé. Les chemises d'hôpital jetables peuvent être en papier ou en plastique fin, avec des attaches en papier ou en plastique.
Certaines chemises sont munies de boutons-pression sur le haut de l'épaule et des manches, permettant au vêtement d'être retiré sans perturber les tubulures des perfusions des bras du patient.
Les chemises en papier usagées sont associées aux infections hospitalières, qui peuvent être évitées par une élimination appropriée.
Une étude canadienne portant sur les patients de cinq hôpitaux a déterminé que 57 % d'entre eux auraient pu porter des vêtements réguliers sous la taille, mais que 46 % ne portaient qu'une chemise d'hôpital. Les médecins qui ont mené l'étude ont déclaré que les chemises ne devraient être exigées que si elles sont nécessaires. Bien qu'elles soient moins chères et plus faciles à laver, le Dr Todd Lee, de l'hôpital Royal Victoria de Montréal, a déclaré que les chemises d'hôpital ne sont pas nécessaires à moins que le patient soit incontinent ou ait besoin de soins dans le bas du corps. Dans les cas contraires, a déclaré le Dr Lee, un pyjama ou des vêtements ordinaires sont acceptables.

## Problèmes
De nombreux patients estiment que les chemises d'hôpital sont démodées. Le médecin Joel Sherman, dans son blogue Adolescent Boys and Genital Exams Reducing Embarrassment (traduction : Les adolescents et les examens génitaux, réduction de l'embarras), explique qu'il est assez fréquent que des adolescents soient contrariés lorsqu'ils doivent mettre une chemise d'hôpital, en particulier s'ils associent l'aspect de la chemise à des vêtements féminins, des chemises de nuit ou de la lingerie.
Des études ont été menées sur la mise à jour de la chemise d'hôpital traditionnelle conçue lorsque la plupart des patients devaient rester au lit. Ces vêtements ne favorisent pas la pudeur lorsque les patients sortent du lit. Le professeur Traci Lamar de l'Université d'État de Caroline du Nord a déclaré : « Les médecins veulent maintenant que les patients se lèvent et marchent rapidement ». Bien que les chemises traditionnelles soient pratiques parce qu'elles peuvent être manipulées et lavées fréquemment, il préconise d'en adapter la conception au contexte actuel des soins.

## Les t-shirts de Luke
(mars 2020).
Lorsque Luke Lange, 9 ans, s'est plaint de sa chemise d'hôpital alors qu'il était traité pour un lymphome de Hodgkin, sa mère lui a adapté des t-shirts en utilisant du ruban adhésif sur les côtés du vêtement. D'autres enfants ont vu le t-shirt et en ont voulu de semblables. Deux ans plus tard, l'organisation Luke's FastBreaks avait recueilli un million de dollars et distribué plus de 5 000 t-shirts à des enfants atteints de cancer. Les t-shirts étaient assez longs pour être portés comme des chemises d'hôpital, mais certains préféraient les porter comme des t-shirts. La Britannique Lynn, directrice générale de Luke's FastBreaks, a déclaré que les t-shirts aidaient les enfants à avoir une attitude plus positive sur leur maladie.